# Paul Scofield
David Paul Scofield, född 21 januari 1922 i Birmingham, West Midlands, död 19 mars 2008 i Balcombe, West Sussex, var en brittisk skådespelare. 
Scofield föddes i Birmingham men växte upp i Hurstpierpoint i West Sussex. Han inledde sin karriär på teaterscenen vid fjorton års ålder och blev snart jämförd med Laurence Olivier. Scofield, en framstående, introspektiv skådespelare, var främst teaterskådespelare och medverkade endast i några få filmer. 1967 vann han en Oscar med En man för alla tider för bästa manliga huvudroll i rollen som Sir Thomas More.

## Filmografi (urval)
- 1955 - Äventyraren från Aragonien
- 1964 - Tåget
- 1967 - En man för alla tider
- 1970 - King Lear
- 1973 - Scorpio
- 1973 - Balansgång
- 1985 - Anna Karenina
- 1989 - Henrik V
- 1990 - Hamlet
- 1994 – Martin Chuzzlewit (TV-serie)
- 1994 - Quiz Show

## Utmärkelser
- Tony Award för bästa prestation för en manlig huvudroll i teater, för A Man for All Seasons,  1962
- Tony Award för bästa prestation för en manlig huvudroll i teater,  1962
- Oscar för bästa manliga huvudroll, för En man för alla tider,  1966
- Golden Globe Award för bästa manliga huvudroll - drama, för En man för alla tider,  1967
- BAFTA Award för bästa manliga huvudroll, för En man för alla tider,  1967
- Primetime Emmy Award for fremragende mandlig skuespiller i mini- eller antologiserie eller film,  1969
- BAFTA Award för bästa manliga biroll, för Häxjakten,  1997
- Kommendör av 2 klass av Brittiska imperieorden
- Critics' Circle Award for Distinguished Service to the Arts
- Sam Wanamaker Award

[Redigera Wikidata]